# ديفيد غريغوريان
ديفيد غريغوريان (بالأرمنية: Դավիթ Գրիգորյան)‏ هو لاعب كرة قدم أرميني في مركز الدفاع، ولد في 28 ديسمبر 1982 في يريفان في أرمينيا. شارك مع منتخب أرمينيا لكرة القدم. أما مع النوادي، فقد لعب مع أرارات يريفان وإف سي يريفان ونادي أوليسيس ونادي ميكا.

## وصلات خارجية
- ديفيد غريغوريان على موقع قاعدة بيانات كرة القدم.إي يو (الإنجليزية)
- ديفيد غريغوريان على موقع ناشيونال فوتبول تيمز (الإنجليزية)
- ديفيد غريغوريان على موقع Soccerway.com (الإنجليزية)